# Helgelseförbundet/Fribaptistsamfundet
Helgelseförbundet/Fribaptistsamfundet var ett baptistiskt svenskt trossamfund, bildat den 1 januari 1994 genom en sammanslagning av Fribaptistsamfundet och Helgelseförbundet.
Helgelseförbundet/Fribaptistsamfundet gick i sin tur samman med Örebromissionen och bildade 1997 det nya samfundet Nybygget – kristen samverkan, sedermera kallat Evangeliska frikyrkan.